# 奥克赛
奥克赛（法語：Auxais）是法国芒什省的一个市镇，属于圣洛区（Saint-Lô）卡朗唐县（Carentan）。该市镇总面积7.76平方公里，2009年时的人口为181人。

## 人口
奥克赛人口变化图示